# Opera på Skäret

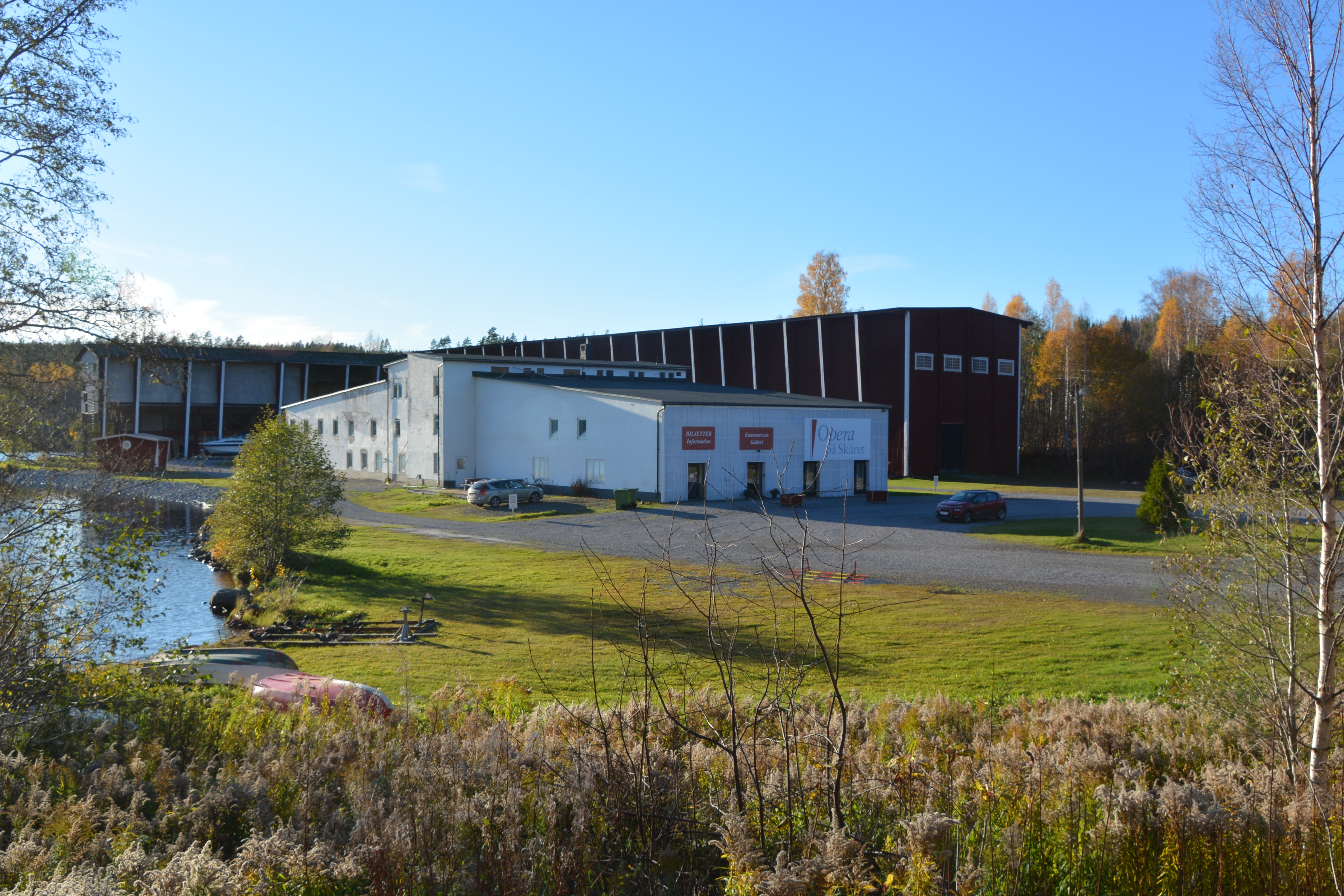
Opera på Skäret

Opera på Skäret är en svensk scen för opera, vars verksamhet påbörjades 2004. Den ligger i det tidigare sågverkssamhället Skäret i Ljusnarsbergs kommun vid sjön Ljusnaren. Grundare och operachef är operasångaren Sten Niclasson.

## Om operaverksamheten
Opera på Skärets operascen ligger i ett före detta virkesmagasin på det nedlagda sågverket. Övriga lokaler inrymmer Kammarscenen, Lilla scenen, kafé, konstgalleri och kontorslokaler. 
Sommaren 2010 gavs Giacomo Puccinis opera La Bohème med den colombianske tenoren César Augusto Gutiérrez, den svenske barytonen Peter Kajlinger och den ryska sopranen Yana Kleyn. Dirigent var Andreas Lönnqvist. 
Sommaren 2011 spelades Carmen med två olika sångarlag där Stuart Neill och Kristian Benedikt delade på rollen som Don José, medan Matilda Paulsson och Sandra Lopez delade på rollen som Carmen. Man gav också en jubileumskonsert till Jussi Björlings minne i samarbete med Borlänge kommun. Stuart Neill och Kristian Benedikt sjöng tillsammans med Matilda Paulsson och Sandra Lopez kända arior och duetter från Jussi Björlings karriär.

## Kammarscen och Operaakademi
Under vintern 2011–2012 byggdes den nya kammarscenen för verksamhet året om. Denna mindre scen med plats för en publik på runt 200 personer fungerar som spelplats för konserter av olika slag samt som orkestersal under sommarens föreställningsperiod.

## Spelade verk
- 2004 Operagala
- 2005 Halvsceniskt framförande av Giuseppe Verdis opera La traviata
- 2006 Giuseppe Verdis Rigoletto
- 2007 Giuseppe Verdis Aida samt Kronofogdarne & Slåtterölet - en svensk komisk 1700-talsopera av Johan David Zander och Carl Envallsson i bearbetning av Alexander Niclasson
- 2008 Giacomo Puccinis Tosca
- 2009 Giacomo Puccinis Kappan (Il tabarro), samt Ruggiero Leoncavallos Pajazzo. Dessutom repriserades Kronofogdarne & Slåtterölet från 2007
- 2010 Giacomo Puccinis  La Bohème.
- 2011 Georges Bizets Carmen.
- 2012 Gaetano Donizettis Lucia di Lammermoor.
- 2013 Gioacchino Rossinis Barberaren i Sevilla.
- 2014 Giuseppe Verdis Otello.
- 2015 Giuseppe Verdis La traviata.
- 2016 Richard Wagners Der fliegende Holländer
- 2017 Giacomo Puccinis Madama Butterfly
- 2018 Giuseppe Verdis Don Carlo
- 2019 W. A. Mozarts Trollflöjten
- 2021 Giacomo Puccinis Turandot Inställd
- 2022 Giuseppe Verdis Maskeradbalen
- 2023 Giuseppe Verdis Rigoletto
- 2024 Vincenzo Bellinis Norma